# Qiang

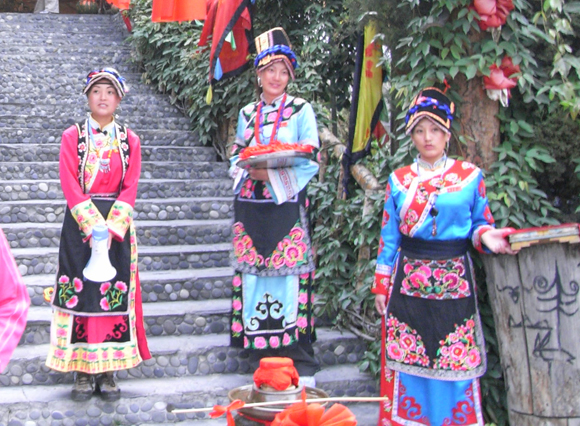
Qiangfolk

Qiang (kinesiska: 羌族; Qiāngzú) är namnet på ett av de 56 officiellt erkända minoritetsfolken i Folkrepubliken Kina. De utgjorde vid folkräkningen år 2000 cirka 306 100 personer. De bor först och främst i Sichuan: nästan 200 000 bor i häraderna Mao, Wenchuan, Li, och Heishui (i det autonoma prefekturen Ngawa) och häradet Beichuan (i grannprefekturen Mianyang).
Ättlingar från historiska Qiangfolket grundade de båda kinesiska dynastierna Senare Qin och Xixiadynastin.